# Marvel Studios
Marvel Studios, LLC (ursprünglich Marvel Films) ist eine US-amerikanische Produktionsfirma für Film- und Fernsehen mit Sitz im kalifornischen Burbank. Marvel Studios ist ein Tochterunternehmen der Walt Disney Studios, eine Abteilung der Walt Disney Company, und wurde 1993 gegründet. Bis August 2015 war es ein Tochterunternehmen von Marvel Entertainment.
Die Filme basieren auf dem Comicmaterial von Marvel Comics. Das Marvel Cinematic Universe ist der Grundstein der aktuellen Produktion.

## Filme (Auswahl)
Das Studio produziert unter anderem auch Filme, die unabhängig von anderen Studios sind. Alle unabhängigen Marvel-Studios-Filme ab 2008 sind Teil des Marvel Cinematic Universe. Außerdem ist das Studio an vielen weiteren Filmen beteiligt.

### Realfilme
- 1994: The Fantastic Four (Co-Produktion)
- 1996: Generation X
- 1998: Agent Nick Fury – Einsatz in Berlin (Co, Nick Fury: Agent of S.H.I.E.L.D.)
- 1998: Blade (Co)
- 2000: X-Men (Co)
- 2002: Blade II (Co)
- 2002: Spider-Man (Co)
- 2003: Daredevil (Co)
- 2003: X-Men 2 (Co, X2: X-Men United)
- 2003: Hulk (Co)
- 2004: The Punisher (Co)
- 2004: Spider-Man 2 (Co)
- 2004: Blade: Trinity (Co)
- 2005: Elektra (Co)
- 2005: Marvel’s Man-Thing (Co, Man-Thing)
- 2005: Fantastic Four (Co)
- 2006: X-Men: Der letzte Widerstand (Co, X-Men: The Last Stand)
- 2007: Ghost Rider (Co)
- 2007: Spider-Man 3 (Co)
- 2007: Fantastic Four: Rise of the Silver Surfer (Co)
- 2008: Iron Man
- 2008: Der unglaubliche Hulk (The Incredible Hulk)
- 2008: Punisher: War Zone (Co)
- 2009: X-Men Origins: Wolverine (Co)
- 2010: Iron Man 2
- 2011: Thor
- 2011: X-Men: Erste Entscheidung (Co, X-Men: First Class)
- 2011: Captain America: The First Avenger
- 2012: Ghost Rider: Spirit of Vengeance (Co)
- 2012: Marvel’s The Avengers (The Avengers)
- 2012: The Amazing Spider-Man (Co)
- 2013: Iron Man 3
- 2013: Wolverine: Weg des Kriegers (Co, The Wolverine)
- 2013: Thor – The Dark Kingdom (Thor: The Dark World)
- 2014: The Return of the First Avenger (Captain America: The Winter Soldier)
- 2014: The Amazing Spider-Man 2: Rise of Electro (Co, The Amazing Spider-Man 2)
- 2014: X-Men: Zukunft ist Vergangenheit (Co, X-Men: Days of Future Past)
- 2014: Guardians of the Galaxy
- 2015: Avengers: Age of Ultron
- 2015: Ant-Man
- 2015: Fantastic Four (Co)
- 2016: Deadpool (Co)
- 2016: The First Avenger: Civil War (Captain America: Civil War)
- 2016: X-Men: Apocalypse (Co)
- 2016: Doctor Strange
- 2017: Logan – The Wolverine (Co, Logan)
- 2017: Guardians of the Galaxy Vol. 2
- 2017: Spider-Man: Homecoming (Co)
- 2017: Thor: Tag der Entscheidung (Thor: Ragnarok)
- 2018: Black Panther
- 2018: Avengers: Infinity War
- 2018: Deadpool 2 (Co)
- 2018: Ant-Man and the Wasp
- 2018: Venom (Co)
- 2019: Captain Marvel
- 2019: Avengers: Endgame
- 2019: X-Men: Dark Phoenix (Co)
- 2019: Spider-Man: Far From Home (Co)
- 2020: New Mutants (Co)
- 2021: Black Widow
- 2021: Shang-Chi and the Legend of the Ten Rings
- 2021: Venom: Let There Be Carnage (Co)
- 2021: Eternals
- 2021: Spider-Man: No Way Home (Co)
- 2022: Morbius (Co)
- 2022: Doctor Strange in the Multiverse of Madness
- 2022: Thor: Love and Thunder
- 2022: Werewolf by Night
- 2022: Black Panther: Wakanda Forever
- 2022: The Guardians of the Galaxy Holiday Special
- 2023: Ant-Man and the Wasp: Quantumania
- 2023: Guardians of the Galaxy Vol. 3
- 2023: The Marvels
- 2024: Madame Web (Co)
- 2024: Deadpool & Wolverine
- 2024: Venom: The Last Dance (Co)
- 2024: Kraven the Hunter (Co)
- 2025: Captain America: Brave New World
- 2025: Thunderbolts*

### Animationsfilme
- 1994: Spider-Man: Die Venom Saga
- 1994: Daredevil vs. Spider-Man - Duell der Mächte
- 1996: Spider-Man: Im Netz des Bösen
- 2002: Spider-Man: Das letzte Gefecht des Bösen
- 2006: Ultimate Avengers: The Movie
- 2006: Ultimate Avengers 2: Rise of the Panther
- 2007: The Invincible Iron Man
- 2007: Doctor Strange: The Sorcerer Supreme
- 2008: The Next Avengers: Heroes of Tomorrow
- 2009: Hulk Vs. - Thor & Wolverine
- 2010: Planet Hulk
- 2011: Thor: Tales of Asgard
- 2013: Iron Man: Rise of Technovore (Teil von Marvel Anime)
- 2013: Marvel’s Iron Man & Hulk: Heroes United
- 2014: Marvel’s Iron Man and Captain America: Heroes United
- 2014: Avengers Confidential: Black Widow & Punisher (Teil von Marvel Anime)
- 2015: Marvel Super Hero Adventure: Frost Fight!
- 2016: Hulk: Where Monsters Dwell
- 2018: Marvel Rising: Secret Warriors
- 2018: Spider-Man: A New Universe (Co, Spider-Man: Into the Spider-Verse)
- 2019: Marvel Rising: Chasing Ghost
- 2019: Marvel Rising: Heart of Iron
- 2019: Marvel Rising: Battle of the Bands
- 2019: Marvel Rising: Operation Shuri
- 2019: Marvel Rising: Playing with Fire
- 2023: Spider-Man: Across the Spider-Verse (Co)

## Serien
Die Serien wurden teilweise von Marvel Television produziert, bzw. co-produziert, das zwischen 2010 und 2015 Teil der Marvel Studios war.
Unter der Aufsicht von Kevin Feige werden die verschiedenen Serien, die zum Marvel Cinematic Universe gehören, als mehrstündige Filme konzipiert. Dabei kommt zum Tragen, dass das Konzept des Showrunner keine Rolle mehr spielt und stattdessen von head writer gesprochen wird. Die beteiligten Regisseure hingegen bekommen mehr kreativen Einfluss bei der Produktion und den Dreharbeiten und arbeiten dabei eng mit den Produzenten zusammen. Diese Konzeption unterscheidet Marvel von anderen Produktionszusammenhängen, aus den Serien hervorgehen.

### Serien desMarvel Cinematic Universe
- 2013–2020: Marvel’s Agents of S.H.I.E.L.D., veröffentlicht über ABC
- 2015–2016: Marvel’s Agent Carter, veröffentlicht über ABC
- 2015–2016: WHIH Newsfront, veröffentlicht über Youtube
- 2015–2018: Marvel’s Daredevil, veröffentlicht über Netflix
- 2015–2019: Marvel’s Jessica Jones, veröffentlicht über Netflix
- 2016–2018: Marvel’s Luke Cage, veröffentlicht über Netflix
- 2016: Marvel’s Agents of S.H.I.E.L.D.: Slingshot, Webserie
- 2017–2018: Marvel’s Iron Fist, veröffentlicht über Netflix
- 2017: Marvel’s The Defenders, veröffentlicht über Netflix
- 2017: Marvel’s Inhumans, veröffentlicht über ABC
- 2017–2019: Marvel’s The Punisher, veröffentlicht über Netflix
- 2017–2019: Marvel’s Runaways, veröffentlicht über Hulu
- 2018–2019: Marvel’s Cloak & Dagger, veröffentlicht über Freeform
- 2020: Helstrom, veröffentlicht über Hulu
- 2021: WandaVision, veröffentlicht über Disney+
- 2021: The Falcon and the Winter Soldier, veröffentlicht über Disney+
- 2021–2023: Loki, veröffentlicht über Disney+
- 2021–2024: What If…?, veröffentlicht über Disney+
- 2021: Hawkeye, veröffentlicht über Disney+
- 2022: Moon Knight, veröffentlicht über Disney+
- 2022: Ms. Marvel, veröffentlicht über Disney+
- seit 2022: Ich bin Groot, veröffentlicht über Disney+
- 2022: She-Hulk: Die Anwältin, veröffentlicht über Disney+
- 2023: Secret Invasion, veröffentlicht über Disney+
- 2024: Echo, veröffentlicht über Disney+
- 2024: Agatha All Along, veröffentlicht über Disney+
- seit 2025: Der freundliche Spider-Man aus der Nachbarschaft, veröffentlicht über Disney+
- seit 2025: Daredevil: Born Again, veröffentlicht über Disney+

### Serien derX-Men-Filmreihe
- 2017–2019: Legion (Co), veröffentlicht über FX
- 2017–2019: The Gifted (Co), veröffentlicht über FOX

### Andere Realserien
- 2001–2004: Mutant X (Co)
- 2006: Blade – Die Jagd geht weiter (Co)

### Dokumentar-Serien
- seit 2019: Marvel’s Hero Project
- seit 2021: Marvel Studios: Legends
- seit 2021: Marvel Studios: Gemeinsam Unbesiegbar

### Serien des Marvel Universe
- 2012–2017: Der ultimative Spider-Man (Ultimate Spider-Man)
- 2013–2015: Hulk und das Team S.M.A.S.H. (Hulk and the Agents of S.M.A.S.H.)
- 2013–2019: Avengers – Gemeinsam unbesiegbar! (Avengers Assemble)
- 2015–2019: Guardians of the Galaxy

### Serien des Marvel Animated Universe
- 1992–1997: X-Men
- 1994–1996: Der unbesiegbare Iron Man
- 1994–1996: Die Fantastischen Vier mit neuen Abenteuern
- 1994–1998: New Spider-Man (Spider-Man)
- 1996–1997: Hulk (Alternativtitel: Der unglaubliche Hulk, The Incredible Hulk)
- 1998: Silver Surfer
- 1999–2001: Spider-Man Unlimited
- 1999–2000: The Avengers – United They Stand

### Marvel Anime
- 2010: Marvel Anime: Iron Man
- 2011: Marvel Anime: Wolverine
- 2011: Marvel Anime: X-Men
- 2011: Marvel Anime: Blade

### Andere Animationsserien
- 1966: The Marvel Super Heroes
- 2000–2003: X-Men: Es geht weiter
- 2003: Spider-Man: The New Animated Series
- 2008–2009: The Spectacular Spider-Man
- 2008–2012: Iron Man – Die Zukunft beginnt
- 2009–2011: The Super Hero Squad Show
- 2010–2012: Die Avengers – Die mächtigsten Helden der Welt (The Avengers: Earth’s Mightiest Heroes)
- 2017–2020: Marvel Super Hero Adventures
- 2017–2020: Spider-Man
- 2021: Marvel’s M.O.D.O.K.
- seit 2021: Marvel’s Hit-Monkey
- seit 2021: Spidey und seine Super-Freunde (Spidey and His Amazing Friends )
- seit 2024: X-Men ’97